# 罗浮路
罗浮路是中華人民共和國上海市一條西北-東南走向道路，為靜安區與虹口區的交界道路，道路西北起自虬江路，東南至武進路，道路全长300米，始建於中華民国10年（1921年），當時名為福生路。1947年更名為羅浮路，路名來自於广东罗浮山。